# I liga argentyńska w piłce nożnej (1997/1998)
Mistrzem Argentyny turnieju Apertura w sezonie 1997/1998 został klub River Plate, natomiast wicemistrzem Argentyny turnieju Apertura został klub Boca Juniors.
Mistrzem Argentyny turnieju Clausura w sezonie 1997/1998 został klub Vélez Sarsfield Buenos Aires, natomiast wicemistrzem Argentyny turnieju Clausura został klub CA Lanús.
Do Copa Libertadores w roku 1999 zakwalifikowały się następujące kluby:
- River Plate
- Vélez Sarsfield Buenos Aires

Do Copa Mercosur w roku 1998 zakwalifikowało się z Argentyny pięć klubów:
- San Lorenzo de Almagro
- CA Independiente
- Racing Club de Avellaneda
- Boca Juniors
- River Plate

Do Copa CONMEBOL w roku 1998 zakwalifikowały się z Argentyny trzy kluby:
- Gimnasia y Esgrima La Plata
- Rosario Central
- River Plate

Tabela spadkowa zadecydowała o tym, które kluby spadną do drugiej ligi (Primera B Nacional Argentina). Spadły kluby, które w tabeli spadkowej zajęły dwa ostatnie miejsca – Deportivo Español i Gimnasia y Tiro Salta. Na ich miejsce awansowały dwie najlepsze drużyny z drugiej ligi – Talleres Córdoba i Belgrano Córdoba.

## Torneo Apertura 1997/1998

### Apertura 1
| Data             | Mecz |
| ---------------- | --- |
| 22 sierpnia 1997 | CA Huracán – Estudiantes La Plata 0:2 Bernardo Romeo, Lionel Scaloni                                                                                 |
| 23 sierpnia 1997 | Gimnasia y Esgrima La Plata – San Lorenzo de Almagro 3:1 Facundo Sava, Jorge Héctor San Esteban (k), Roberto Carlos Sosa – Claudio Darío Biaggio     |
| 24 sierpnia 1997 | Deportivo Español – CA Independiente 0:3 Gustavo Enrique Reggi, Claudio David Arzeno, Mario Héctor Turdó                                             |
| 24 sierpnia 1997 | Rosario Central – CA Colón 2:0 Horacio Carbonari (2)                                                                                                 |
| 24 sierpnia 1997 | CA Lanús – River Plate 1:3 Hugo Morales – Ramón Medina Bello, Celso Ayala, Gustavo Lionel Siviero s                                                  |
| 24 sierpnia 1997 | Boca Juniors – Argentinos Juniors Buenos Aires 4:2 Diego Latorre (2), Rodolfo Arruabarrena, Diego Maradona (k) – Pablo Hernán Gómez, Líber Vespa (k) |
| 24 sierpnia 1997 | Racing Club de Avellaneda – Vélez Sarsfield Buenos Aires 1:1 Claudio Fernando Úbeda – José Luis Chilavert (k)                                        |
| 24 sierpnia 1997 | Gimnasia y Tiro Salta – Newell's Old Boys Rosario 2:0 Miguel Ángel Ibáñez (k), Pablo Jesús Saldaño                                                   |
| 24 sierpnia 1997 | Unión Santa Fe – CA Platense 2:1 José Luis Marzo, Darío Gabriel Cabrol – Pablo Carlos Erbín                                                          |
| 25 sierpnia 1997 | Ferro Carril Oeste – Gimnasia y Esgrima Jujuy 5:0 Víctor Manuel López, Hernán Fernando Oviedo (2), Christian Raúl Chaparro, Cristián Gabriel Torres  |

### Apertura 2
| Data             | Mecz |
| ---------------- | --- |
| 29 sierpnia 1997 | Vélez Sarsfield Buenos Aires – Gimnasia y Tiro Salta 2:1 Patricio Alejandro Camps, Mauricio Pellegrino – Darío Óscar Scotto                                                   |
| 30 sierpnia 1997 | Newell's Old Boys Rosario – Unión Santa Fe 3:0 Julio César Saldaña, Claudio Martín París, Josemir Lujambio                                                                    |
| 31 sierpnia 1997 | CA Colón – Ferro Carril Oeste 2:2 Raúl Eduardo Gordillo k, Nelson Omar Agoglia – Carlos Chaile, Mario Óscar Marcelo k                                                         |
| 31 sierpnia 1997 | San Lorenzo de Almagro – Racing Club de Avellaneda 3:2 Claudio Darío Biaggio (2), Sebastián Abreu – Martín Roberto Mandra, Sebastián Brusco                                   |
| 31 sierpnia 1997 | Estudiantes La Plata – Gimnasia y Esgrima La Plata 2:2 Marcelo Fabián Ledesma, Nicolás Martín Tagliani – Guillermo Sanguinetti, Pablo Javier Quatrocchi                       |
| 31 sierpnia 1997 | CA Independiente – CA Huracán 3:2 Mario Héctor Turdó, Jorge Daniel Martínez, Daniel Óscar Garnero – Claudio Omar García (k), Emiliano Manuel Romay                            |
| 31 sierpnia 1997 | River Plate – Rosario Central 1:3 Marcelo Salas – Rubén Fernando da Silva (2), Horacio Carbonari                                                                              |
| 31 sierpnia 1997 | Argentinos Juniors Buenos Aires – CA Lanús 1:0 Líber Vespa mecz rozegrany został na stadionie klubu Ferro Carril Oeste                                                        |
| 31 sierpnia 1997 | CA Platense – Boca Juniors 2:2 Claudio Ariel Spontón (2) – Sergio Daniel Martínez, Rodolfo Arruabarrena mecz rozegrany został na stadionie klubu Vélez Sarsfield Buenos Aires |
| 1 września 1997  | Gimnasia y Esgrima Jujuy – Deportivo Español 4:0 Carlos Enrique Garnier, Carlos Casartelli (2), Andrés Sebastián Romano                                                       |

### Apertura 3
| Data             | Mecz |
| ---------------- | --- |
| 12 września 1997 | Gimnasia y Tiro Salta – San Lorenzo de Almagro 1:1 Jorge Elio Cervera – Domingo Orlando Cardozo                                            |
| 12 września 1997 | Racing Club de Avellaneda – Estudiantes La Plata 0:1 Christian La Grottería                                                                |
| 13 września 1997 | Gimnasia y Esgrima La Plata – CA Independiente 3:2 Andrés Guglielminpietro (2), Jorge Héctor San Esteban – Gustavo Enrique Reggi (2)       |
| 13 września 1997 | Unión Santa Fe – Vélez Sarsfield Buenos Aires 1:3 Darío Gabriel Cabrol – Patricio Alejandro Camps, Carlos Daniel Cordone (2)               |
| 14 września 1997 | CA Huracán – Gimnasia y Esgrima Jujuy 0:0                                                                                                  |
| 14 września 1997 | Deportivo Español – CA Colón 2:0 Silvio René Carrario, Juan Martín Parodi                                                                  |
| 14 września 1997 | Ferro Carril Oeste – River Plate 0:3 Marcelo Salas, Ramón Medina Bello, Hernán Díaz (k)                                                    |
| 14 września 1997 | Rosario Central – CA Lanús 2:2 Rubén Fernando da Silva (2) – Gustavo Lionel Siviero, Juan José Serrizuela (k)                              |
| 14 września 1997 | Boca Juniors – Newell's Old Boys Rosario 2:1 Diego Maradona (k), Guillermo Barros Schelotto – Josemir Lujambio                             |
| 14 września 1997 | CA Platense – Argentinos Juniors Buenos Aires 1:3 Marcelo Fabián Romagnoli – Héctor Ricardo González, Roberto Carlos Saavedra, Líber Vespa |

### Apertura 4
| Data             | Mecz |
| ---------------- | --- |
| 16 września 1997 | Estudiantes La Plata – Gimnasia y Tiro Salta 3:1 Lionel Scaloni, Martín Alejandro Fúriga, Leonardo Alfredo Ramos – Jorge Elio Cervera                                |
| 16 września 1997 | Vélez Sarsfield Buenos Aires – Boca Juniors 0:0 |
| 17 września 1997 | San Lorenzo de Almagro – Unión Santa Fe 3:2 Sebastián Abreu, Claudio Darío Biaggio, Néstor Gorosito – José Luis Marzo, Celso R. González Rojas                       |
| 17 września 1997 | CA Independiente – Racing Club de Avellaneda 2:0 Francisco Gabriel Guerrero, Gustavo Enrique Reggi                                                                   |
| 17 września 1997 | Gimnasia y Esgrima Jujuy – Gimnasia y Esgrima La Plata 0:1 Andrés Guglielminpietro                                                                                   |
| 17 września 1997 | CA Colón – CA Huracán 2:1 Leonardo Daniel Asencio, Esteban Óscar Fuertes – Daniel Montenegro                                                                         |
| 17 września 1997 | CA Lanús – Ferro Carril Oeste 1:3 Juan José Serrizuela (k) – Diego Daniel Bustos, Víctor Manuel López, Christian Raúl Chaparro                                       |
| 17 września 1997 | Argentinos Juniors Buenos Aires – Rosario Central 1:1 Cristián Gastón Zermattén – Eduardo Bustos Montoya mecz rozegrany został na stadionie klubu Ferro Carril Oeste |
| 17 września 1997 | Newell's Old Boys Rosario – CA Platense 0:0 |
| 18 września 1997 | River Plate – Deportivo Español 3:0 Ramón Medina Bello, Marcelo Salas, Celso Ayala                                                                                   |

### Apertura 5
| Data             | Mecz |
| ---------------- | --- |
| 19 września 1997 | CA Platense – Vélez Sarsfield Buenos Aires 0:3 José Luis Chilavert (k), Patricio Alejandro Camps, Martín Posse                                            |
| 20 września 1997 | Gimnasia y Tiro Salta – CA Independiente 2:2 Pablo Jesús Saldaño, Pedro Alberto Guiberguis – Francisco Gabriel Guerrero (2)                               |
| 21 września 1997 | Boca Juniors – San Lorenzo de Almagro 2:1 Diego Latorre (2) – Claudio Darío Biaggio                                                                       |
| 21 września 1997 | Unión Santa Fe – Estudiantes La Plata 0:5 Martín Alejandro Fúriga, José Luis Villarreal, Lionel Scaloni (2), Ricardo Rojas                                |
| 21 września 1997 | Racing Club de Avellaneda – Gimnasia y Esgrima Jujuy 1:0 Sebastián Brusco                                                                                 |
| 21 września 1997 | Gimnasia y Esgrima La Plata – CA Colón 0:0 |
| 21 września 1997 | CA Huracán – River Plate 0:3 Sebastián Rambert, Sergio Berti, Ramón Medina Bello                                                                          |
| 21 września 1997 | Deportivo Español – CA Lanús 2:1 Sergio Dino Bonfigli, Osvaldo Francisco Canobbio – Juan José Serrizuela                                                  |
| 21 września 1997 | Newell's Old Boys Rosario – Argentinos Juniors Buenos Aires 2:3 Víctor Javier Müller, Julio Zamora – Eduardo Bennett, Luis Federico Arcamone, Líber Vespa |
| 22 września 1997 | Ferro Carril Oeste – Rosario Central 1:1 Jorge Luis Cordon – Horacio Carbonari                                                                            |

### Apertura 6
| Data             | Mecz |
| ---------------- | --- |
| 26 września 1997 | San Lorenzo de Almagro – CA Platense 2:2 Claudio Darío Biaggio, Luis Fernando – Marcelo Fabián Romagnoli, Alberto Javier Godoy             |
| 27 września 1997 | Estudiantes La Plata – Boca Juniors 0:0 mecz rozegrany został na stadionie klubu CA Independiente                                          |
| 28 września 1997 | CA Independiente – Unión Santa Fe 3:2 Francisco Gabriel Guerrero (2), Daniel Óscar Garnero – Ricardo Altamirano, Carlos Martín Mazzoni     |
| 28 września 1997 | Gimnasia y Esgrima Jujuy – Gimnasia y Tiro Salta 0:0                                                                                       |
| 28 września 1997 | CA Colón – Racing Club de Avellaneda 3:3 Raúl Eduardo Gordillo (2), Mauricio Aníbal Risso – Martín Raúl Vilallonga (2), Rubén Óscar Capria |
| 28 września 1997 | River Plate – Gimnasia y Esgrima La Plata 3:1 Sergio Berti, Roberto Monserrat, Marcelo Salas – Jorge Héctor San Esteban (k)                |
| 28 września 1997 | CA Lanús – CA Huracán 1:0 Juan José Serrizuela (k)                                                                                         |
| 28 września 1997 | Rosario Central – Deportivo Español 2:1 Rubén Fernando da Silva (2) – Osvaldo Francisco Canobbio                                           |
| 28 września 1997 | Argentinos Juniors Buenos Aires – Ferro Carril Oeste 1:0 Líber Vespa mecz rozegrany został na stadionie klubu Ferro Carril Oeste           |
| 28 września 1997 | Vélez Sarsfield Buenos Aires – Newell's Old Boys Rosario 5:0 Patricio Alejandro Camps (3), Carlos Daniel Cordone, José Luis Chilavert (k)  |

### Apertura 7
| Data                | Mecz |
| ------------------- | --- |
| 30 września 1997    | CA Platense – Estudiantes La Plata 1:0 Fabián Leonardo Alegre |
| 30 września 1997    | Boca Juniors – CA Independiente 2:1 Martín Palermo, Rodolfo Arruabarrena – Arístides Rojas |
| 1 października 1997 | Unión Santa Fe – Gimnasia y Esgrima Jujuy 1:1 Fernando Martín Perezlindo – Carlos Casartelli |
| 1 października 1997 | Gimnasia y Tiro Salta – CA Colón 0:2 Rodolfo Gustavo Aquino, Marcelo Saralegui |
| 1 października 1997 | Racing Club de Avellaneda – River Plate 2:3 Rubén Óscar Capria, Marcelo Delgado – Martín Cardetti (2), Eduardo Berizzo                                                                                |
| 1 października 1997 | Gimnasia y Esgrima La Plata – CA Lanús 2:1 Andrés Guglielminpietro, Roberto Carlos Sosa – Juan José Serrizuela (k)                                                                                    |
| 1 października 1997 | Deportivo Español – Ferro Carril Oeste 1:1 Silvio René Carrario – Mario Óscar Marcelo |
| 1 października 1997 | Vélez Sarsfield Buenos Aires – Argentinos Juniors Buenos Aires 0:1 Héctor Ricardo González |
| 2 października 1997 | Newell's Old Boys Rosario – San Lorenzo de Almagro 2:2 Víctor Javier Müller, Ricardo Rocha – Claudio Darío Biaggio, Ariel Alfredo Montenegro mecz rozegrany został na stadionie klubu Rosario Central |
| 2 października 1997 | CA Huracán – Rosario Central 0:1 Rubén Fernando da Silva (k) |

### Apertura 8
| Data                | Mecz |
| ------------------- | --- |
| 3 października 1997 | CA Independiente – CA Platense 0:0 |
| 4 października 1997 | Gimnasia y Esgrima Jujuy – Boca Juniors 0:3 Jorge Bermúdez, Martín Palermo, Diego Latorre                                                                                |
| 5 października 1997 | San Lorenzo de Almagro – Vélez Sarsfield Buenos Aires 3:2 Néstor Gorosito (k), Sebastián Abreu, Ariel Alfredo Montenegro – Martín Posse (2)                              |
| 5 października 1997 | Estudiantes La Plata – Newell's Old Boys Rosario 0:0 |
| 5 października 1997 | CA Colón – Unión Santa Fe 2:1 Cristian Gastón Castillo, Nelson Omar Agoglia – Pablo Marcelo Bezombe                                                                      |
| 5 października 1997 | River Plate – Gimnasia y Tiro Salta 2:0 Sergio Berti, Marcelo Salas |
| 5 października 1997 | CA Lanús – Racing Club de Avellaneda 2:1 Ariel Maximiliano López, Óscar Alfredo Ruggeri – Marcelo Delgado                                                                |
| 5 października 1997 | Rosario Central – Gimnasia y Esgrima La Plata 0:0 |
| 5 października 1997 | Ferro Carril Oeste – CA Huracán 2:1 Carlos Chaile, Luis Alberto Sosa – Pedro D. Barrios Delgado                                                                          |
| 6 października 1997 | Argentinos Juniors Buenos Aires – Deportivo Español 0:3 Silvio René Carrario (2), Osvaldo Francisco Canobbio mecz rozegrany został na stadionie klubu Ferro Carril Oeste |

### Apertura 9
| Data                 | Mecz |
| -------------------- | --- |
| 17 października 1997 | Argentinos Juniors Buenos Aires – San Lorenzo de Almagro 0:1 Sebastián Abreu mecz rozegrany został na stadionie klubu Deportivo Español                                                            |
| 18 października 1997 | Unión Santa Fe – River Plate 1:1 José Luis Marzo – Juan José Borrelli |
| 19 października 1997 | Vélez Sarsfield Buenos Aires – Estudiantes La Plata 0:0 |
| 19 października 1997 | Newell's Old Boys Rosario – CA Independiente 0:2 Jorge Daniel Martínez, Gustavo Enrique Reggi |
| 19 października 1997 | Boca Juniors – CA Colón 2:1 Esteban Óscar Fuertes s, Diego Latorre – Hugo Ibarra |
| 19 października 1997 | Gimnasia y Tiro Salta – CA Lanús 0:0 |
| 19 października 1997 | Racing Club de Avellaneda – Rosario Central 1:4 Pablo Andrés Michelini – Rubén Fernando da Silva, Eduardo Germán Coudet, Rafael Nazareno Maceratesi (2)                                            |
| 19 października 1997 | Gimnasia y Esgrima La Plata – Ferro Carril Oeste 2:0 Facundo Sava, Roberto Carlos Sosa |
| 19 października 1997 | CA Huracán – Deportivo Español 4:4 Norberto Antonio Fernández, Pedro D. Barrios Delgado (k), Hugo Romeo Guerra, Claudio Omar García – Osvaldo Francisco Canobbio (2), Silvio René Carrario (2, 1k) |
| 20 października 1997 | CA Platense – Gimnasia y Esgrima Jujuy 0:0 |

### Apertura 10
| Data                 | Mecz |
| -------------------- | --- |
| 24 października 1997 | Rosario Central – Gimnasia y Tiro Salta 2:0 Horacio Carbonari, Rubén Fernando da Silva                                                                                               |
| 24 października 1997 | Ferro Carril Oeste – Racing Club de Avellaneda 0:3 Marcelo Delgado, Roberto Luis Trotta, Rubén Óscar Capria                                                                          |
| 25 października 1997 | River Plate – Boca Juniors 1:2 Sergio Berti – Julio César Toresani, Martín Palermo                                                                                                   |
| 26 października 1997 | Estudiantes La Plata – San Lorenzo de Almagro 2:3 Mauricio Hugo Piersimone, Martín Alejandro Fúriga – Federico Guillermo Lussenhoff, Adrián Norberto Coria, Sebastián Abreu          |
| 26 października 1997 | CA Independiente – Vélez Sarsfield Buenos Aires 2:5 Faryd Modragón (k), Sebastián Diego Pena – Christian Bassedas, Martín Posse, Patricio Alejandro Camps (2), Darío Fernando Husaín |
| 26 października 1997 | Gimnasia y Esgrima Jujuy – Newell's Old Boys Rosario 1:0 Carlos Morales Santos |
| 26 października 1997 | CA Colón – CA Platense 1:1 Cristian Gastón Castillo – Fabio Gabriel Lenguita |
| 26 października 1997 | CA Lanús – Unión Santa Fe 3:3 Juan José Serrizuela (k), Daniel Martín Kesman s, Claudio Marcelo Enría – Darío Gabriel Cabrol (k), José Luis Marzo (2)                                |
| 27 października 1997 | CA Huracán – Argentinos Juniors Buenos Aires 2:1 Hugo Romeo Guerra (2) – Roberto Carlos Saavedra                                                                                     |
| 27 października 1997 | Deportivo Español – Gimnasia y Esgrima La Plata 2:3 Silvio René Carrario, Juan Martín Parodi – Roberto Carlos Sosa (2), Jorge Héctor San Esteban (k)                                 |

### Apertura 11
| Data                 | Mecz |
| -------------------- | --- |
| 31 października 1997 | Gimnasia y Esgrima La Plata – CA Huracán 3:0 Roberto Carlos Sosa, Guillermo Sanguinetti, Carlos Federico Lagorio |
| 31 października 1997 | Gimnasia y Tiro Salta – Ferro Carril Oeste 1:1 Darío Óscar Scotto – Carlos Chaile |
| 1 listopada 1997     | Boca Juniors – CA Lanús 0:1 Carlos Sebastián Clotet |
| 1 listopada 1997     | Unión Santa Fe – Rosario Central 1:0 José Luis Marzo |
| 2 listopada 1997     | San Lorenzo de Almagro – CA Independiente 3:1 Claudio Darío Biaggio, Sebastián Abreu, Federico Basavilbaso – Arístides Rojas                                                                                                 |
| 2 listopada 1997     | Vélez Sarsfield Buenos Aires – Gimnasia y Esgrima Jujuy 2:1 Carlos Daniel Cordone, José Luis Chilavert (k) – Óscar Sánchez                                                                                                   |
| 2 listopada 1997     | Newell's Old Boys Rosario – CA Colón 3:2 Julio César Saldaña (2), Ricardo Rocha – Adrián Alberto Gorostidi, Héctor Rodríguez Peña                                                                                            |
| 2 listopada 1997     | CA Platense – River Plate 2:5 Alberto Javier Godoy, Fabián Leonardo Alegre – Martín Cardetti (2), Marcelo Gallardo, Juan Pablo Sorín (2)                                                                                     |
| 2 listopada 1997     | Racing Club de Avellaneda – Deportivo Español 1:0 Damián Gonzalo Facciuto |
| 3 listopada 1997     | Argentinos Juniors Buenos Aires – Estudiantes La Plata 3:2 Cristián Gastón Zermattén, Líber Vespa (2, 1k) – Mauricio Hugo Piersimone, Leonardo Alfredo Ramos (k) mecz rozegrany został na stadionie klubu Ferro Carril Oeste |

### Apertura 12
| Data              | Mecz |
| ----------------- | --- |
| 7 listopada 1997  | CA Independiente – Estudiantes La Plata 0:0 |
| 8 listopada 1997  | CA Colón – Vélez Sarsfield Buenos Aires 1:1 Claudio Javier Marini – Carlos Daniel Cordone |
| 8 listopada 1997  | Rosario Central – Boca Juniors 0:3 Nolberto Solano, Diego Latorre, Guillermo Barros Schelotto |
| 9 listopada 1997  | Gimnasia y Esgrima Jujuy – San Lorenzo de Almagro 3:3 Mario Humberto Lobo, Carlos Casartelli, Óscar Sánchez (k) – Sebastián Abreu, Néstor Gorosito, Ariel Alfredo Montenegro                               |
| 9 listopada 1997  | CA Huracán – Racing Club de Avellaneda 2:0 Pedro D. Barrios Delgado (k), Hugo Romeo Guerra |
| 9 listopada 1997  | Gimnasia y Esgrima La Plata – Argentinos Juniors Buenos Aires 0:2 Cristián Gastón Zermattén (2) |
| 9 listopada 1997  | River Plate – Newell's Old Boys Rosario 2:1 Marcelo Salas, Marcelo Gallardo – Julio Zamora |
| 9 listopada 1997  | Ferro Carril Oeste – Unión Santa Fe 6:2 Carlos Alberto Yaqué (2), Víctor Manuel López, Mariano Javier Fossas, Diego Daniel Bustos, Leonel Héctor Martens – Pablo Marcelo Bezombe, Darío Gabriel Cabrol (k) |
| 9 listopada 1997  | Deportivo Español – Gimnasia y Tiro Salta 3:1 Danilo Javier Tosello (k), Sergio Dino Bonfigli, Wilson Núñez De la Rosa – Darío Óscar Scotto                                                                |
| 10 listopada 1997 | CA Lanús – CA Platense 1:3 Mariano Antonio Fernández – Mauricio Fabio Hanuch (2), Alberto Javier Godoy |

### Apertura 13
| Data              | Mecz |
| ----------------- | --- |
| 18 listopada 1997 | Estudiantes La Plata – Gimnasia y Esgrima Jujuy 3:2 Sergio Armando Catán, Mauricio Hugo Piersimone, Martín Esteban Mazzucco – Carlos Casartelli, Carlos Enrique Garnier |
| 18 listopada 1997 | Argentinos Juniors Buenos Aires – CA Independiente 0:1 Christian Gómez mecz rozegrany został na stadionie klubu Ferro Carril Oeste                                      |
| 18 listopada 1997 | Gimnasia y Tiro Salta – CA Huracán 2:4 Marcos Ignacio Barlatay, Jorge Elio Cervera (k) – Daniel Montenegro (2), Norberto Antonio Fernández (2)                          |
| 18 listopada 1997 | Racing Club de Avellaneda – Gimnasia y Esgrima La Plata 1:1 Sebastián Brusco – Roberto Carlos Sosa                                                                      |
| 18 listopada 1997 | CA Platense – Rosario Central 0:0 |
| 19 listopada 1997 | San Lorenzo de Almagro – CA Colón 4:1 Sebastián Abreu (2), Damián Marcelo Manusovich, Adrián Norberto Coria – Esteban Óscar Fuertes                                     |
| 19 listopada 1997 | Vélez Sarsfield Buenos Aires – River Plate 1:1 Carlos Daniel Cordone – Juan Pablo Sorín                                                                                 |
| 19 listopada 1997 | Newell's Old Boys Rosario – CA Lanús 2:4 Julio Zamora, Diego Mateo – Ariel Maximiliano López, Julián Kmet, Leonardo Óscar Más, Ariel Ibagaza                            |
| 19 listopada 1997 | Unión Santa Fe – Deportivo Español 1:1 Ariel José Donnet – Silvio René Carrario                                                                                         |
| 20 listopada 1997 | Boca Juniors – Ferro Carril Oeste 1:1 Guillermo Barros Schelotto – Diego Daniel Bustos                                                                                  |

### Apertura 14
| Data              | Mecz |
| ----------------- | --- |
| 21 listopada 1997 | Racing Club de Avellaneda – Argentinos Juniors Buenos Aires 1:2 Fernando Héctor Quiroz – Jorge Roberto Quinteros, Líber Vespa                                                |
| 22 listopada 1997 | Gimnasia y Esgrima Jujuy – CA Independiente 3:1 Mario Humberto Lobo, Carlos Casartelli, Marcelo Hugo Herrera – Jorge Burruchaga                                              |
| 23 listopada 1997 | River Plate – San Lorenzo de Almagro 1:0 Santiago Solari |
| 23 listopada 1997 | CA Colón – Estudiantes La Plata 1:0 Nelson Omar Agoglia |
| 23 listopada 1997 | CA Huracán – Unión Santa Fe 1:2 Hugo Romeo Guerra – Luciano Germán Zavagno, Fernando Martín Perezlindo                                                                       |
| 23 listopada 1997 | Gimnasia y Esgrima La Plata – Gimnasia y Tiro Salta 3:0 Andrés Guglielminpietro, Roberto Carlos Sosa, Guillermo Sanguinetti                                                  |
| 23 listopada 1997 | CA Lanús – Vélez Sarsfield Buenos Aires 4:3 Claudio Marcelo Enría, Juan José Serrizuela, Ariel Maximiliano López (2) – Martín Posse, Claudio Husaín, José Luis Chilavert (k) |
| 23 listopada 1997 | Rosario Central – Newell's Old Boys Rosario 4:0 Rubén Fernando da Silva, Eduardo Germán Coudet, Marcelo Carracedo, Horacio Carbonari                                         |
| 23 listopada 1997 | Deportivo Español – Boca Juniors 0:4 Martín Palermo (3), Diego Cagna |
| 24 listopada 1997 | Ferro Carril Oeste – CA Platense 1:2 Víctor Manuel López (k) – Marcelo Fabián Romagnoli, Fabio Gabriel Lenguita                                                              |

### Apertura 15
| Data              | Mecz |
| ----------------- | --- |
| 28 listopada 1997 | CA Independiente – CA Colón 2:1 Ezequiel Amaya, Christian Gómez – Ariel Rubén Segalla |
| 29 listopada 1997 | Unión Santa Fe – Gimnasia y Esgrima La Plata 3:3 Juan Pablo Cárdenas, Fernando Martín Perezlindo, José Luis Marzo – Andrés Guglielminpietro, Roberto Carlos Sosa, Facundo Sava                                              |
| 29 listopada 1997 | Gimnasia y Tiro Salta – Racing Club de Avellaneda 1:1 Jorge Gabriel Vázquez – Sebastián Brusco (k) |
| 30 listopada 1997 | San Lorenzo de Almagro – CA Lanús 1:1 Diego Manuel Figueroa – Gustavo Lionel Siviero |
| 30 listopada 1997 | Estudiantes La Plata – River Plate 0:2 Marcelo Escudero, Sergio Berti |
| 30 listopada 1997 | Boca Juniors – CA Huracán 2:1 Diego Latorre, Nolberto Solano (k) – Matías Biscay |
| 30 listopada 1997 | Vélez Sarsfield Buenos Aires – Rosario Central 5:1 Carlos Daniel Cordone, Patricio Alejandro Camps (2), José Luis Chilavert (k), Claudio Husaín – Juan Ramón Jara                                                           |
| 30 listopada 1997 | Newell's Old Boys Rosario – Ferro Carril Oeste 1:2 Gastón Ricardo Liendo – Diego Daniel Bustos, Cristián Gabriel Torres |
| 30 listopada 1997 | CA Platense – Deportivo Español 3:1 Alberto Javier Godoy, Pablo Carlos Erbín, Marcelo Fabián Romagnoli – Silvio René Carrario                                                                                               |
| 1 grudnia 1997    | Argentinos Juniors Buenos Aires – Gimnasia y Esgrima Jujuy 1:3 Roberto Carlos Saavedra – Martín Mauricio Astudillo, Agustín Bernardo Díaz, Marcelo Hugo Herrera mecz rozegrany został na stadionie klubu Ferro Carril Oeste |

### Apertura 16
| Data           | Mecz |
| -------------- | --- |
| 5 grudnia 1997 | Gimnasia y Tiro Salta – Argentinos Juniors Buenos Aires 1:0 Néstor R. Cáceres                                                                                   |
| 5 grudnia 1997 | Ferro Carril Oeste – Vélez Sarsfield Buenos Aires 3:3 Nicolás Sartori, Víctor Hugo Sotomayor s, Víctor Manuel López – Carlos Daniel Cordone (2), Claudio Husaín |
| 6 grudnia 1997 | Rosario Central – San Lorenzo de Almagro 1:2 Eduardo Germán Coudet – Néstor Gorosito, Luis Fernando                                                             |
| 6 grudnia 1997 | CA Colón – Gimnasia y Esgrima Jujuy 0:4 Marcelo Hugo Herrera, Mario Humberto Lobo, Fabián Óscar Fernández, Daniel Alejandro Juárez                              |
| 7 grudnia 1997 | CA Lanús – Estudiantes La Plata 3:0 Óscar Alfredo Ruggeri (k), Ariel Maximiliano López, Leonardo Óscar Más                                                      |
| 7 grudnia 1997 | River Plate – CA Independiente 3:0 Marcelo Gallardo (2), Marcelo Salas                                                                                          |
| 7 grudnia 1997 | CA Huracán – CA Platense 0:1 Javier Alejandro Arbarello |
| 7 grudnia 1997 | Gimnasia y Esgrima La Plata – Boca Juniors 0:1 Martín Palermo                                                                                                   |
| 7 grudnia 1997 | Racing Club de Avellaneda – Unión Santa Fe 3:1 Martín Raúl Vilallonga (2), Marcelo Delgado (k) – Darío Gabriel Cabrol                                           |
| 7 grudnia 1997 | Deportivo Español – Newell's Old Boys Rosario 2:2 Juan Martín Parodi, Gustavo Héctor Grondona – Víctor Javier Müller, Julio Zamora                              |

### Apertura 17
| Data            | Mecz |
| --------------- | --- |
| 9 grudnia 1997  | San Lorenzo de Almagro – Ferro Carril Oeste 3:4 Claudio Darío Biaggio, Sebastián Abreu (2) – Christian Raúl Chaparro, Leonel Héctor Martens, Diego Daniel Bustos, Mario Óscar Marcelo |
| 9 grudnia 1997  | Argentinos Juniors Buenos Aires – CA Colón 2:1 Pablo Hernán Gómez, Jorge Roberto Quinteros – Raúl Eduardo Gordillo mecz rozegrany został na stadionie klubu Ferro Carril Oeste        |
| 10 grudnia 1997 | Estudiantes La Plata – Rosario Central 0:4 Rubén Fernando da Silva (2), Gonzalo Daniel Gaitán, Germán Ezequiel Rivarola                                                               |
| 10 grudnia 1997 | CA Independiente – CA Lanús 2:1 Jorge Burruchaga, Francisco Gabriel Guerrero – Gustavo Lionel Siviero                                                                                 |
| 10 grudnia 1997 | Gimnasia y Esgrima Jujuy – River Plate 1:3 Carlos Morales Santos – Marcelo Salas, Sergio Berti, Martín Cardetti                                                                       |
| 10 grudnia 1997 | Newell's Old Boys Rosario – CA Huracán 2:1 Josemir Lujambio (2) – Maximiliano Leonel Castano                                                                                          |
| 10 grudnia 1997 | CA Platense – Gimnasia y Esgrima La Plata 3:2 Antonio Humberto Váttimos (2, 1k), Mauricio Fabio Hanuch – Ariel Gustavo Pereyra, Roberto Carlos Sosa (k)                               |
| 10 grudnia 1997 | Boca Juniors – Racing Club de Avellaneda 0:0 |
| 10 grudnia 1997 | Unión Santa Fe – Gimnasia y Tiro Salta 1:0 Harles Daniel Bourdier |
| 11 grudnia 1997 | Vélez Sarsfield Buenos Aires – Deportivo Español 1:1 Raúl Cardozo – Juan Martín Parodi                                                                                                |

### Apertura 18
| Data            | Mecz |
| --------------- | --- |
| 13 grudnia 1997 | Rosario Central – CA Independiente 4:0 Rafael Nazareno Maceratesi (2), Marcelo Carracedo, Rubén Fernando da Silva                                                                  |
| 14 grudnia 1997 | Deportivo Español – San Lorenzo de Almagro 2:6 Jorge Federico Reinoso (2) – Ariel Alfredo Montenegro (2), Federico Guillermo Lussenhoff, Sebastián Abreu, Claudio Darío Biaggio, ? |
| 14 grudnia 1997 | CA Lanús – Gimnasia y Esgrima Jujuy 1:0 Julián Kmet |
| 14 grudnia 1997 | River Plate – CA Colón 2:1 Enzo Francescoli, Marcelo Salas – Cristian Gastón Castillo                                                                                              |
| 14 grudnia 1997 | CA Huracán – Vélez Sarsfield Buenos Aires 1:1 Matías Biscay – Darío Fernando Husaín                                                                                                |
| 14 grudnia 1997 | Gimnasia y Esgrima La Plata – Newell's Old Boys Rosario 3:2 Roberto Carlos Sosa, Andrés Guglielminpietro, Guillermo Sanguinetti – Daniel Fernando Fagiani, Víctor Javier Müller    |
| 14 grudnia 1997 | Gimnasia y Tiro Salta – Boca Juniors 0:1 Pablo Eduardo Islas |
| 14 grudnia 1997 | Unión Santa Fe – Argentinos Juniors Buenos Aires 1:0 Darío Gabriel Cabrol (k) |
| 15 grudnia 1997 | Ferro Carril Oeste – Estudiantes La Plata 1:2 Víctor Manuel López – José Luis Villarreal, Martín Alejandro Fúriga                                                                  |
| 15 grudnia 1997 | Racing Club de Avellaneda – CA Platense 2:1 Marcelo Delgado (k), Martín Raúl Vilallonga – Marcelo Fabián Romagnoli mecz rozegrany został na stadionie klubu CA Lanús               |

### Apertura 19
| Data            | Mecz |
| --------------- | --- |
| 19 grudnia 1997 | Vélez Sarsfield Buenos Aires – Gimnasia y Esgrima La Plata 4:1 Patricio Alejandro Camps (2), Flavio Gabriel Zandoná, Claudio Husaín – Roberto Carlos Sosa                                               |
| 20 grudnia 1997 | Newell's Old Boys Rosario – Racing Club de Avellaneda 1:1 Andrés Ernesto Gaitán s – Marcelo Delgado |
| 21 grudnia 1997 | San Lorenzo de Almagro – CA Huracán 0:0 mecz przerwany w 22 minucie z powodu zamieszek na trybunach wynik 0:0 pozostał, ale obu zespołom policzono ten mecz jako prorażkę (czyli 0 punktów dla każdego) |
| 21 grudnia 1997 | CA Independiente – Ferro Carril Oeste 2:0 Cristián Leonel Díaz, Ezequiel Amaya |
| 21 grudnia 1997 | Gimnasia y Esgrima Jujuy – Rosario Central 2:3 Marcelo Hugo Herrera, Óscar Sánchez – Rubén Fernando da Silva (2), Eduardo Germán Coudet                                                                 |
| 21 grudnia 1997 | CA Colón – CA Lanús 2:1 Cristian Gastón Castillo, Esteban Óscar Fuertes – Ariel Ibagaza |
| 21 grudnia 1997 | Argentinos Juniors Buenos Aires – River Plate 1:1 Roberto Carlos Saavedra – Marcelo Salas mecz rozegrany został na stadionie klubu Vélez Sarsfield Buenos Aires                                         |
| 21 grudnia 1997 | CA Platense – Gimnasia y Tiro Salta 2:1 Walter Adrián Jiménez, Claudio Ariel Spontón – Víctor Ariel Rueda                                                                                               |
| 21 grudnia 1997 | Boca Juniors – Unión Santa Fe 4:0 Rodolfo Arruabarrena, Martín Palermo, Nolberto Solano, Diego Latorre                                                                                                  |
| 22 grudnia 1997 | Estudiantes La Plata – Deportivo Español 3:1 Martín Alejandro Fúriga, Mauricio Hugo Piersimone, José Luis Villarreal – Osvaldo Francisco Canobbio                                                       |

### Tabela końcowa Apertura 1997/1998
| Poz | Klub                            | Mecze | Zw | Rem | Por | Pkt | BrZd | BrStr |
| --- | ------------------------------- | ----- | -- | --- | --- | --- | ---- | ----- |
| 1   | River Plate                     | 19    | 14 | 3   | 2   | 45  | 43   | 17    |
| 2   | Boca Juniors                    | 19    | 13 | 5   | 1   | 44  | 35   | 12    |
| 3   | Rosario Central                 | 19    | 10 | 5   | 4   | 35  | 35   | 20    |
| 4   | Vélez Sarsfield Buenos Aires    | 19    | 8  | 8   | 3   | 32  | 42   | 23    |
| 5   | San Lorenzo de Almagro          | 19    | 9  | 5   | 5   | 32  | 42   | 32    |
| 6   | Gimnasia y Esgrima La Plata     | 19    | 9  | 5   | 5   | 32  | 33   | 27    |
| 7   | CA Independiente                | 19    | 9  | 3   | 7   | 30  | 29   | 31    |
| 8   | Argentinos Juniors Buenos Aires | 19    | 9  | 2   | 8   | 29  | 24   | 25    |
| 9   | CA Platense                     | 19    | 7  | 7   | 5   | 28  | 25   | 26    |
| 10  | Estudiantes La Plata            | 19    | 7  | 5   | 7   | 26  | 25   | 24    |
| 11  | CA Lanús                        | 19    | 7  | 4   | 8   | 25  | 29   | 30    |
| 12  | Ferro Carril Oeste              | 19    | 6  | 6   | 7   | 24  | 33   | 32    |
| 13  | Racing Club de Avellaneda       | 19    | 5  | 6   | 8   | 21  | 24   | 28    |
| 14  | Gimnasia y Esgrima Jujuy        | 19    | 5  | 5   | 9   | 20  | 25   | 28    |
| 15  | CA Colón                        | 19    | 5  | 5   | 9   | 20  | 23   | 33    |
| 16  | Unión Santa Fe                  | 19    | 5  | 5   | 9   | 20  | 25   | 43    |
| 17  | Deportivo Español               | 19    | 4  | 5   | 10  | 17  | 26   | 43    |
| 18  | Newell's Old Boys Rosario       | 19    | 3  | 5   | 11  | 14  | 22   | 38    |
| 19  | CA Huracán                      | 19    | 3  | 3   | 13  | 12  | 20   | 32    |
| 20  | Gimnasia y Tiro Salta           | 19    | 2  | 6   | 11  | 12  | 14   | 30    |

## Torneo Clausura 1997/1998

### Clausura 1
| Data           | Mecz |
| -------------- | --- |
| 16 lutego 1998 | CA Independiente – Deportivo Español 4:1 Julio César Toresani, Jorge Burruchaga (k), Jorge Daniel Martínez, Cristián Leonel Díaz – Silvio René Carrario                                |
| 16 lutego 1998 | River Plate – CA Lanús 0:4 Gustavo Javier Bartelt (2), Julián Kmet, Gustavo Lionel Siviero                                                                                             |
| 16 lutego 1998 | Vélez Sarsfield Buenos Aires – Racing Club de Avellaneda 2:0 Patricio Alejandro Camps, Martín Posse                                                                                    |
| 16 lutego 1998 | CA Platense – Unión Santa Fe 0:0 |
| 17 lutego 1998 | Estudiantes La Plata – CA Huracán 1:1 Hugo Pérez – Leonardo Alfredo Ramos |
| 17 lutego 1998 | Gimnasia y Esgrima Jujuy – Ferro Carril Oeste 1:4 Óscar Sánchez (k) – Diego Daniel Bustos (2), Víctor Manuel López, Carlos Alberto Yaqué                                               |
| 17 lutego 1998 | CA Colón – Rosario Central 1:2 Esteban Óscar Fuertes – Eduardo Bustos Montoya, Gonzalo Daniel Gaitán                                                                                   |
| 17 lutego 1998 | Newell's Old Boys Rosario – Gimnasia y Tiro Salta 1:1 Julio Zamora – Luis Alberto Bonnet                                                                                               |
| 18 lutego 1998 | San Lorenzo de Almagro – Gimnasia y Esgrima La Plata 0:1 Roberto Carlos Sosa |
| 18 lutego 1998 | Argentinos Juniors Buenos Aires – Boca Juniors 1:3 Hugo Brizuela – Marcelo Luis Pontiroli s, Martín Palermo, Diego Latorre mecz rozegrany został na stadionie klubu Ferro Carril Oeste |

### Clausura 2
| Data           | Mecz |
| -------------- | --- |
| 20 lutego 1998 | Rosario Central – River Plate 2:2 Horacio Carbonari (2) – Juan Pablo Sorín, Pablo Aimar                                                                       |
| 21 lutego 1998 | CA Huracán – CA Independiente 0:1 Claudio David Arzeno |
| 21 lutego 1998 | Unión Santa Fe – Newell's Old Boys Rosario 2:3 José Luis Marzo, Daniel Martín Kesman – Josemir Lujambio, Claudio Martín París, Daniel Fernando Fagiani (k)    |
| 22 lutego 1998 | Racing Club de Avellaneda – San Lorenzo de Almagro 2:1 Pablo Marcelo Bezombé, Fernando Martín Perezlindo – Mirko Saric                                        |
| 22 lutego 1998 | Deportivo Español – Gimnasia y Esgrima Jujuy 2:3 Luciano Alejandro Nicotra, Pablo César Fernández – Mario Humberto Lobo, Carlos Morales Santos, Óscar Sánchez |
| 22 lutego 1998 | Ferro Carril Oeste – CA Colón 2:2 Leonel Héctor Martens, Carlos Alberto Yaqué – Esteban Óscar Fuertes, Cristian Gastón Castillo                               |
| 22 lutego 1998 | CA Lanús – Argentinos Juniors Buenos Aires 1:1 Gustavo Javier Bartelt – Hugo Brizuela                                                                         |
| 22 lutego 1998 | Boca Juniors – CA Platense 0:4 Mauricio Fabio Hanuch (2), Alberto Javier Godoy, Claudio Ariel Spontón                                                         |
| 22 lutego 1998 | Gimnasia y Tiro Salta – Vélez Sarsfield Buenos Aires 1:2 Marcos Ignacio Barlatay – Martín Posse, Patricio Alejandro Camps                                     |
| 18 marca 1998  | Gimnasia y Esgrima La Plata – Estudiantes La Plata 3:0 Andrés Roberto Yllana, Roberto Carlos Sosa (2)                                                         |

### Clausura 3
| Data           | Mecz |
| -------------- | --- |
| 24 lutego 1998 | San Lorenzo de Almagro – Gimnasia y Tiro Salta 4:0 Néstor Gorosito (k), Sergio Daniel Dopazo s, Claudio Darío Biaggio (2)                                           |
| 24 lutego 1998 | CA Independiente – Gimnasia y Esgrima La Plata 1:1 Favio Damián Fernández – Mariano Messera                                                                         |
| 24 lutego 1998 | Vélez Sarsfield Buenos Aires – Unión Santa Fe 3:0 Patricio Alejandro Camps (2), Carlos Daniel Cordone                                                               |
| 25 lutego 1998 | Estudiantes La Plata – Racing Club de Avellaneda 0:3 Marcelo Delgado (2, 1k), Fernando Martín Perezlindo                                                            |
| 25 lutego 1998 | Gimnasia y Esgrima Jujuy – CA Huracán 2:0 Carlos Morales Santos (2)                                                                                                 |
| 25 lutego 1998 | CA Colón – Deportivo Español 0:0 |
| 25 lutego 1998 | Newell's Old Boys Rosario – Boca Juniors 2:4 Hernán Diego Franco, Facundo Quiroga – Mauricio Serna, Nolberto Solano (k), Martín Palermo, Guillermo Barros Schelotto |
| 26 lutego 1998 | River Plate – Ferro Carril Oeste 2:1 Sebastián Rambert, Marcelo Salas – Diego Daniel Bustos                                                                         |
| 26 lutego 1998 | Argentinos Juniors Buenos Aires – CA Platense 1:1 Diego Fernando Markic – Fernando Daniel Moner (k) mecz rozegrany został na stadionie klubu Ferro Carril Oeste     |
| 26 lutego 1998 | CA Lanús – Rosario Central 3:0 |

### Clausura 4
| Data           | Mecz |
| -------------- | --- |
| 27 lutego 1998 | Unión Santa Fe – San Lorenzo de Almagro 3:2 Arístides Rojas, Gustavo Adrián Semino, José Luis Marzo – Alberto Acosta, Raúl Enrique Estévez       |
| 1 marca 1998   | Gimnasia y Tiro Salta – Estudiantes La Plata 1:2 Pedro Alberto Guiberguis – José Luis Villarreal, Mauricio Hugo Piersimone                       |
| 1 marca 1998   | Racing Club de Avellaneda – CA Independiente 0:0                                                                                                 |
| 1 marca 1998   | Gimnasia y Esgrima La Plata – Gimnasia y Esgrima Jujuy 1:2 Facundo Sava – Carlos Casartelli, Óscar Sánchez (k)                                   |
| 1 marca 1998   | CA Huracán – CA Colón 1:1 Matías Biscay (k) – Claudio Adrián Marini                                                                              |
| 1 marca 1998   | Deportivo Español – River Plate 1:4 Juan Martín Parodi – Marcelo Adrián Gómez, Juan Pablo Ángel, Marcelo Salas, Carlos Javier Netto              |
| 1 marca 1998   | Rosario Central – Argentinos Juniors Buenos Aires 1:0 Horacio Carbonari                                                                          |
| 1 marca 1998   | Boca Juniors – Vélez Sarsfield Buenos Aires 2:3 Martín Palermo, Diego Latorre – Lucas Castromán, Rodolfo Arruabarrena s, José Luis Chilavert (k) |
| 1 marca 1998   | CA Platense – Newell's Old Boys Rosario 2:1 Mauricio Fabio Hanuch, Walter Adrián Jiménez – Hernán Diego Franco                                   |
| 2 marca 1998   | Ferro Carril Oeste – CA Lanús 3:3 Pablo Alejandro Fiorentini, Carlos Alberto Yaqué, Christian Raúl Chaparro – Gustavo Javier Bartelt (3)         |

### Clausura 5
| Data         | Mecz |
| ------------ | --- |
| 6 marca 1998 | Vélez Sarsfield Buenos Aires – CA Platense 0:0 |
| 7 marca 1998 | Rosario Central – Ferro Carril Oeste 1:2 Germán Ezequiel Rivarola – Carlos Alberto Yaqué, Diego Daniel Bustos                                                                                 |
| 8 marca 1998 | San Lorenzo de Almagro – Boca Juniors 2:1 Federico Basavilbaso, Claudio Darío Biaggio – Martín Palermo                                                                                        |
| 8 marca 1998 | Estudiantes La Plata – Unión Santa Fe 2:1 Martín Alejandro Fúriga (2) – Rubén Horacio Gárate                                                                                                  |
| 8 marca 1998 | CA Independiente – Gimnasia y Tiro Salta 5:1 Pablo Rotchen, José Luis Calderón (2), Favio Damián Fernández, Cristián Leonel Díaz – Sergio Daniel Dopazo                                       |
| 8 marca 1998 | Gimnasia y Esgrima Jujuy – Racing Club de Avellaneda 2:0 Carlos Casartelli (2) |
| 8 marca 1998 | CA Colón – Gimnasia y Esgrima La Plata 3:3 Rodolfo Gustavo Aquino, Claudio Javier Marini, Marcelo Saralegui – Roberto Carlos Sosa (2), Mariano Messera                                        |
| 8 marca 1998 | River Plate – CA Huracán 5:0 Pablo Aimar, Santiago Solari, Marcelo Escudero, Martín Cardetti (2)                                                                                              |
| 8 marca 1998 | CA Lanús – Deportivo Español 3:0 Gustavo Javier Bartelt (2), Julián Kmet |
| 9 marca 1998 | Argentinos Juniors Buenos Aires – Newell's Old Boys Rosario 2:1 Darío Óscar Scotto, Pablo Martín Rodríguez – Diego Jesús Quintana mecz rozegrany został na stadionie klubu Ferro Carril Oeste |

### Clausura 6
| Data          | Mecz |
| ------------- | --- |
| 13 marca 1998 | CA Platense – San Lorenzo de Almagro 1:4 Mauricio Fabio Hanuch – Federico Guillermo Lussenhoff, Claudio Darío Biaggio, Alberto Acosta (2)                           |
| 14 marca 1998 | Unión Santa Fe – CA Independiente 2:2 José Luis Marzo, Héctor Ariel Silva – José Luis Calderón, Julio César Toresani                                                |
| 15 marca 1998 | Gimnasia y Tiro Salta – Gimnasia y Esgrima Jujuy 0:0 |
| 15 marca 1998 | Racing Club de Avellaneda – CA Colón 0:1 Marcelo Saralegui |
| 15 marca 1998 | Gimnasia y Esgrima La Plata – River Plate 4:3 Roberto Carlos Sosa (2), Sebastián Ariel Romero, Jorge Héctor San Esteban (k) – Hernán Díaz (k), Marcelo Escudero (2) |
| 15 marca 1998 | CA Huracán – CA Lanús 0:2 Julián Kmet, Juan José Serrizuela (k) |
| 15 marca 1998 | Ferro Carril Oeste – Argentinos Juniors Buenos Aires 1:1 Nicolás Sartori – Darío Rubén Marra                                                                        |
| 15 marca 1998 | Newell's Old Boys Rosario – Vélez Sarsfield Buenos Aires 0:1 Patricio Alejandro Camps                                                                               |
| 15 marca 1998 | Boca Juniors – Estudiantes La Plata 0:0 |
| 16 marca 1998 | Deportivo Español – Rosario Central 1:1 Gustavo Héctor Grondona – Gabriel Alejandro Loeschbor                                                                       |

### Clausura 7
| Data          | Mecz |
| ------------- | --- |
| 20 marca 1998 | Argentinos Juniors Buenos Aires – Vélez Sarsfield Buenos Aires 0:0 mecz rozegrany został na stadionie klubu Ferro Carril Oeste            |
| 21 marca 1998 | Rosario Central – CA Huracán 2:1 Diego Gastón Ordóñez, Sebastián Gonzalo Flores – Sixto Peralta                                           |
| 22 marca 1998 | San Lorenzo de Almagro – Newell's Old Boys Rosario 2:2 Federico Guillermo Lussenhoff, Luis Fernando – Nicolás Pavlovich, Víctor G. Toledo |
| 22 marca 1998 | Estudiantes La Plata – CA Platense 2:0 José Luis Villarreal, Leonardo Alfredo Ramos (k)                                                   |
| 22 marca 1998 | CA Independiente – Boca Juniors 0:4 Rodolfo Arruabarrena, Claudio Caniggia, Guillermo Barros Schelotto (2)                                |
| 22 marca 1998 | Gimnasia y Esgrima Jujuy – Unión Santa Fe 2:0 Carlos Morales Santos, Mario Humberto Lobo                                                  |
| 22 marca 1998 | CA Colón – Gimnasia y Tiro Salta 0:2 Carlos Federico Castilla (2)                                                                         |
| 22 marca 1998 | River Plate – Racing Club de Avellaneda 1:0 Marcelo Escudero                                                                              |
| 22 marca 1998 | Ferro Carril Oeste – Deportivo Español 2:2 Leonel Héctor Martens, Martín Roberto Mandra – Silvio René Carrario (2, 1k)                    |
| 23 marca 1998 | CA Lanús – Gimnasia y Esgrima La Plata 1:1 Gustavo Lionel Siviero – Andrés Roberto Yllana                                                 |

### Clausura 8
| Data          | Mecz |
| ------------- | --- |
| 27 marca 1998 | Boca Juniors – Gimnasia y Esgrima Jujuy 0:0                                                                                             |
| 28 marca 1998 | Racing Club de Avellaneda – CA Lanús 3:0 Martín Raúl Vilallonga (2), Marcelo Delgado                                                    |
| 29 marca 1998 | Vélez Sarsfield Buenos Aires – San Lorenzo de Almagro 1:2 Patricio Alejandro Camps – Alberto Acosta, Ariel Alfredo Montenegro           |
| 29 marca 1998 | Newell's Old Boys Rosario – Estudiantes La Plata 3:0 Gastón Ricardo Liendo, Daniel Fernando Fagiani (2, 1k)                             |
| 29 marca 1998 | CA Platense – CA Independiente 0:1 José Luis Calderón                                                                                   |
| 29 marca 1998 | Unión Santa Fe – CA Colón 2:2 Norberto Antonio Fernández, Darío Gabriel Cabrol – Marcelo Saralegui, Gustavo Sandoval                    |
| 29 marca 1998 | Gimnasia y Tiro Salta – River Plate 1:1 Pedro Alberto Guiberguis – Santiago Solari                                                      |
| 29 marca 1998 | Gimnasia y Esgrima La Plata – Rosario Central 4:0 Pedro Troglio, Roberto Carlos Sosa, Andrés Guglielminpietro, Guillermo Carlos Larrosa |
| 29 marca 1998 | CA Huracán – Ferro Carril Oeste 3:1 Eduardo José Magnín, Daniel Montenegro, Antonio Daniel Barijho – Diego Martín Germano s             |
| 30 marca 1998 | Deportivo Español – Argentinos Juniors Buenos Aires 0:5 Darío Óscar Scotto, Hugo Brizuela (3), Luciano Alejandro Nicotra s              |

### Clausura 9
| Data            | Mecz |
| --------------- | --- |
| 3 kwietnia 1998 | CA Independiente – Newell's Old Boys Rosario 0:2 Diego Jesús Quintana, Aldo Duscher                                                             |
| 4 kwietnia 1998 | Rosario Central – Racing Club de Avellaneda 2:0 Sebastián Gonzalo Flores, Germán Ezequiel Rivarola                                              |
| 5 kwietnia 1998 | San Lorenzo de Almagro – Argentinos Juniors Buenos Aires 2:2 Néstor Gorosito, Federico Guillermo Lussenhoff – Líber Vespa, Darío Óscar Scotto   |
| 5 kwietnia 1998 | Estudiantes La Plata – Vélez Sarsfield Buenos Aires 1:2 Luciano Galletti – Raúl Cardozo, Darío Fernando Husaín                                  |
| 5 kwietnia 1998 | Gimnasia y Esgrima Jujuy – CA Platense 1:1 Alejandro S. González – Alberto Javier Godoy                                                         |
| 5 kwietnia 1998 | CA Colón – Boca Juniors 2:2 Gustavo Sandoval, Esteban Óscar Fuertes – Martín Palermo (2)                                                        |
| 5 kwietnia 1998 | River Plate – Unión Santa Fe 3:1 Marcelo Gallardo, Sebastián Rambert, Santiago Solari – Darío Gabriel Cabrol (k)                                |
| 5 kwietnia 1998 | CA Lanús – Gimnasia y Tiro Salta 3:0 Gustavo Javier Bartelt (3)                                                                                 |
| 5 kwietnia 1998 | Deportivo Español – CA Huracán 3:3 Roque Germán Burella (2), Gustavo Héctor Grondona – Antonio Daniel Barijho, Matías Biscay, Hugo Romeo Guerra |
| 6 kwietnia 1998 | Ferro Carril Oeste – Gimnasia y Esgrima La Plata 1:4 Carlos Alberto Yaqué – Roberto Carlos Sosa (2), Andrés Guglielminpietro (2)                |

### Clausura 10
| Data             | Mecz |
| ---------------- | --- |
| 10 kwietnia 1998 | Vélez Sarsfield Buenos Aires – CA Independiente 3:0 Patricio Alejandro Camps (2), Darío Fernando Husaín                                                          |
| 11 kwietnia 1998 | San Lorenzo de Almagro – Estudiantes La Plata 2:0 Néstor Gorosito (k), Alberto Acosta                                                                            |
| 11 kwietnia 1998 | Argentinos Juniors Buenos Aires – CA Huracán 3:0 Rodolfo Moisés Graieb s, Darío Óscar Scotto (2, 2k) mecz rozegrany został na stadionie klubu Ferro Carril Oeste |
| 11 kwietnia 1998 | Newell's Old Boys Rosario – Gimnasia y Esgrima Jujuy 1:0 Nicolás Pavlovich                                                                                       |
| 11 kwietnia 1998 | CA Platense – CA Colón 3:0 Walter Adrián Jiménez (3) |
| 11 kwietnia 1998 | Boca Juniors – River Plate 3:2 Claudio Caniggia, Martín Palermo, Rodolfo Arruabarrena – Santiago Solari, Marcelo Salas                                           |
| 11 kwietnia 1998 | Unión Santa Fe – CA Lanús 1:2 Miguel Alberto Barreto – Gustavo Javier Bartelt, Gonzalo Luis Belloso                                                              |
| 11 kwietnia 1998 | Gimnasia y Tiro Salta – Rosario Central 1:1 Cristián Rodrigo Zurita – Rodolfo Falero                                                                             |
| 11 kwietnia 1998 | Racing Club de Avellaneda – Ferro Carril Oeste 2:0 Carlos Maximiliano Estévez, Nicolás Ignacio Diez                                                              |
| 11 kwietnia 1998 | Gimnasia y Esgrima La Plata – Deportivo Español 2:2 Roberto Carlos Sosa, Mariano Messera – Osvaldo Francisco Canobbio, Sebastián Carlos Galván                   |

### Clausura 11
| Data             | Mecz |
| ---------------- | --- |
| 14 kwietnia 1998 | Estudiantes La Plata – Argentinos Juniors Buenos Aires 1:0 Juan Martín Turchi                                                                  |
| 14 kwietnia 1998 | Gimnasia y Esgrima Jujuy – Vélez Sarsfield Buenos Aires 0:2 Christian Bassedas, José Luis Chilavert                                            |
| 14 kwietnia 1998 | CA Colón – Newell's Old Boys Rosario 2:3 Gustavo Sandoval (2) – Josemir Lujambio, Diego Jesús Quintana (2)                                     |
| 14 kwietnia 1998 | River Plate – CA Platense 1:1 Pablo Aimar – José Chatruc                                                                                       |
| 14 kwietnia 1998 | CA Lanús – Boca Juniors 2:1 Juan José Serrizuela, Gustavo Lionel Siviero – Diego Latorre                                                       |
| 14 kwietnia 1998 | Rosario Central – Unión Santa Fe 1:1 Germán Ezequiel Rivarola – Darío Gabriel Cabrol (k)                                                       |
| 14 kwietnia 1998 | Deportivo Español – Racing Club de Avellaneda 0:0                                                                                              |
| 15 kwietnia 1998 | CA Independiente – San Lorenzo de Almagro 3:1 Francisco Gabriel Guerrero, José Luis Calderón, Gustavo A. Núñez – Federico Guillermo Lussenhoff |
| 16 kwietnia 1998 | CA Huracán – Gimnasia y Esgrima La Plata 0:1 Facundo Sava                                                                                      |
| 16 kwietnia 1998 | Ferro Carril Oeste – Gimnasia y Tiro Salta 1:0 Nicolás Sartori                                                                                 |

### Clausura 12
| Data             | Mecz |
| ---------------- | --- |
| 17 kwietnia 1998 | Boca Juniors – Rosario Central 1:1 Diego Latorre – Eduardo Bustos Montoya |
| 18 kwietnia 1998 | Newell's Old Boys Rosario – River Plate 0:0 |
| 19 kwietnia 1998 | San Lorenzo de Almagro – Gimnasia y Esgrima Jujuy 3:1 Alberto Acosta, Guillermo Franco, Raúl Enrique Estévez – Mario Humberto Lobo                                                          |
| 19 kwietnia 1998 | Estudiantes La Plata – CA Independiente 2:0 Leonardo Alfredo Ramos (2, 2k) |
| 19 kwietnia 1998 | Racing Club de Avellaneda – CA Huracán 0:0 |
| 19 kwietnia 1998 | Vélez Sarsfield Buenos Aires – CA Colón 6:1 José Luis Chilavert, Martín Posse (2), Federico Hernán Domínguez, Carlos Daniel Cordone, Darío Fernando Husaín – Marcelo Saralegui              |
| 19 kwietnia 1998 | CA Platense – CA Lanús 1:1 Alberto Javier Godoy – Carlos Sebastián Clotet |
| 19 kwietnia 1998 | Unión Santa Fe – Ferro Carril Oeste 2:3 Germán Pablo Castillo, Héctor Ariel Silva – Nicolás Sartori, Víctor Manuel López (k), Diego Daniel Bustos (k)                                       |
| 19 kwietnia 1998 | Gimnasia y Tiro Salta – Deportivo Español 4:1 Silvano Sergio Maciel (k), Luis Alberto Bonnet, Carlos Federico Castilla, Pedro Alberto Guiberguis – Silvio René Carrario                     |
| 20 kwietnia 1998 | Argentinos Juniors Buenos Aires – Gimnasia y Esgrima La Plata 1:2 Luis Federico Arcamone – Roberto Carlos Sosa, Mariano Messera mecz rozegrany został na stadionie klubu Ferro Carril Oeste |

### Clausura 13
| Data             | Mecz |
| ---------------- | --- |
| 24 kwietnia 1998 | CA Independiente – Argentinos Juniors Buenos Aires 0:2 Darío Óscar Scotto, Fabián Alberto Garfagnoli                                  |
| 25 kwietnia 1998 | Gimnasia y Esgrima La Plata – Racing Club de Avellaneda 2:1 Andrés Guglielminpietro, Roberto Carlos Sosa – Carlos Maximiliano Estévez |
| 26 kwietnia 1998 | CA Colón – San Lorenzo de Almagro 2:0 Rodolfo Gustavo Aquino, Cristián Gabriel Torres                                                 |
| 26 kwietnia 1998 | Gimnasia y Esgrima Jujuy – Estudiantes La Plata 1:0 Mario Humberto Lobo                                                               |
| 26 kwietnia 1998 | CA Huracán – Gimnasia y Tiro Salta 2:0 Matías Biscay (k), Daniel Montenegro                                                           |
| 26 kwietnia 1998 | River Plate – Vélez Sarsfield Buenos Aires 1:1 Pablo Aimar – Martín Posse                                                             |
| 26 kwietnia 1998 | Rosario Central – CA Platense 2:0 Maximiliano Pablo Cuberas, Eduardo Bustos Montoya                                                   |
| 26 kwietnia 1998 | Ferro Carril Oeste – Boca Juniors 4:1 Diego Daniel Bustos (3), Carlos Alberto Yaqué – Martín Palermo                                  |
| 26 kwietnia 1998 | Deportivo Español – Unión Santa Fe 1:0 Carlos Javier Odriozola (k)                                                                    |
| 27 kwietnia 1998 | CA Lanús – Newell's Old Boys Rosario 3:1 Julián Kmet, Gonzalo Luis Belloso, Gustavo Lionel Siviero – Diego Jesús Quintana             |

### Clausura 14
| Data        | Mecz |
| ----------- | --- |
| 2 maja 1998 | Unión Santa Fe – CA Huracán 1:1 Ariel José Donnet – Antonio Daniel Barijho                                                                    |
| 2 maja 1998 | Boca Juniors – Deportivo Español 2:3 Claudio Caniggia, Nolberto Solano (k) – Sebastián Carlos Galván, Juan Martín Parodi (2)                  |
| 3 maja 1998 | San Lorenzo de Almagro – River Plate 0:0 |
| 3 maja 1998 | Estudiantes La Plata – CA Colón 0:2 Cristian Gastón Castillo, Raúl Eduardo Gordillo                                                           |
| 3 maja 1998 | CA Independiente – Gimnasia y Esgrima Jujuy 1:1 Christian Gómez – Carlos Morales Santos                                                       |
| 3 maja 1998 | Gimnasia y Tiro Salta – Gimnasia y Esgrima La Plata 1:3 Silvano Sergio Maciel – Andrés Guglielminpietro (2), Jorge Héctor San Esteban         |
| 3 maja 1998 | Argentinos Juniors Buenos Aires – Racing Club de Avellaneda 2:0 Hugo Brizuela (2) mecz rozegrany został na stadionie klubu Ferro Carril Oeste |
| 3 maja 1998 | Vélez Sarsfield Buenos Aires – CA Lanús 2:2 José Luis Chilavert (k), Martín Posse – Julián Kmet, Juan José Serrizuela (k)                     |
| 3 maja 1998 | Newell's Old Boys Rosario – Rosario Central 0:0                                                                                               |
| 3 maja 1998 | CA Platense – Ferro Carril Oeste 2:2 Claudio Ariel Spontón (2) – Víctor Manuel López, Carlos Alberto Yaqué                                    |

### Clausura 15
| Data           | Mecz |
| -------------- | --- |
| 5 maja 1998    | CA Huracán – Boca Juniors 2:4 Hugo Romeo Guerra, Daniel Montenegro – Martín Palermo, Néstor Fabbri (2), César Osvaldo La Paglia             |
| 5 maja 1998    | Ferro Carril Oeste – Newell's Old Boys Rosario 1:1 Carlos Chaile – Víctor Javier Müller                                                     |
| 6 maja 1998    | CA Lanús – San Lorenzo de Almagro 2:1 Gonzalo Luis Belloso, Hugo Morales – Mirko Saric                                                      |
| 6 maja 1998    | CA Colón – CA Independiente 0:1 Juan Carlos Ramírez                                                                                         |
| 6 maja 1998    | Gimnasia y Esgrima Jujuy – Argentinos Juniors Buenos Aires 1:0 Carlos Morales Santos                                                        |
| 6 maja 1998    | Gimnasia y Esgrima La Plata – Unión Santa Fe 3:0 Guillermo Sanguinetti, Facundo Sava, Mariano Messera                                       |
| 6 maja 1998    | Racing Club de Avellaneda – Gimnasia y Tiro Salta 2:1 Carlos Maximiliano Estévez, Fernando Martín Perezlindo – Pedro Alberto Guiberguis     |
| 6 maja 1998    | Rosario Central – Vélez Sarsfield Buenos Aires 1:2 Eduardo Germán Coudet – Fernando Daniel Pandolfi, Martín Posse                           |
| 7 maja 1998    | Deportivo Español – CA Platense 3:3 Juan Martín Parodi (2), Sebastián Carlos Galván – Javier Alejandro Arbarello (2), Mauricio Fabio Hanuch |
| 4 czerwca 1998 | River Plate – Estudiantes La Plata 2:1 Carlos Javier Netto, Martín Cardetti – Ernesto Farías                                                |

### Clausura 16
| Data         | Mecz |
| ------------ | --- |
| 8 maja 1998  | San Lorenzo de Almagro – Rosario Central 2:1 Ariel Alfredo Montenegro, Néstor Gorosito – Eduardo Bustos Montoya                                |
| 9 maja 1998  | Unión Santa Fe – Racing Club de Avellaneda 1:0 José Luis Marzo                                                                                 |
| 10 maja 1998 | Estudiantes La Plata – CA Lanús 2:2 Agustín Alayes, Leonardo Alfredo Ramos – Gonzalo Luis Belloso, Juan José Serrizuela                        |
| 10 maja 1998 | CA Independiente – River Plate 1:1 José Luis Calderón – Juan Pablo Ángel                                                                       |
| 10 maja 1998 | Gimnasia y Esgrima Jujuy – CA Colón 2:0 Fabián Óscar Fernández (2)                                                                             |
| 10 maja 1998 | CA Platense – CA Huracán 4:1 Walter Adrián Jiménez, Mauricio Fabio Hanuch, Daniel Fernando Peinado, Fabio Gabriel Lenguita – Hugo Romeo Guerra |
| 10 maja 1998 | Boca Juniors – Gimnasia y Esgrima La Plata 3:1 Néstor Fabbri, Martín Palermo (2) – Roberto Carlos Sosa                                         |
| 10 maja 1998 | Argentinos Juniors Buenos Aires – Gimnasia y Tiro Salta 1:0 Luis Federico Arcamone mecz rozegrany został na stadionie klubu Ferro Carril Oeste |
| 10 maja 1998 | Vélez Sarsfield Buenos Aires – Ferro Carril Oeste 4:1 Martín Posse (2), Patricio Alejandro Camps, Carlos Daniel Cordone – Jorge Luis Cordon    |
| 10 maja 1998 | Newell's Old Boys Rosario – Deportivo Español 2:0 Hernán Diego Franco, Víctor Javier Müller                                                    |

### Clausura 17
| Data           | Mecz |
| -------------- | --- |
| 12 maja 1998   | Rosario Central – Estudiantes La Plata 1:1 Eduardo Bustos Montoya – Mauricio Hugo Piersimone                                                                                                  |
| 12 maja 1998   | River Plate – Gimnasia y Esgrima Jujuy 3:1 Martín Cardetti (2), Marcelo Escudero – Fernando Casartelli                                                                                        |
| 12 maja 1998   | Racing Club de Avellaneda – Boca Juniors 0:2 Néstor Fabbri, Claudio Caniggia |
| 12 maja 1998   | Deportivo Español – Vélez Sarsfield Buenos Aires 0:1 Patricio Alejandro Camps |
| 28 maja 1998   | Ferro Carril Oeste – San Lorenzo de Almagro 2:3 Martín Roberto Mandra (2) – Alberto Acosta (2), Claudio Darío Biaggio                                                                         |
| 28 maja 1998   | CA Lanús – CA Independiente 4:3 Gustavo Javier Bartelt, Gonzalo Luis Belloso, Leonardo Óscar Mas, Juan Fernández Di Alessio – Daniel Óscar Garnero, José Luis Calderón, Gustavo Enrique Reggi |
| 28 maja 1998   | CA Huracán – Newell's Old Boys Rosario 1:1 Gino Padula – Julio Zamora |
| 28 maja 1998   | Gimnasia y Esgrima La Plata – CA Platense 4:1 Andrés Guglielminpietro, Roberto Carlos Sosa, Facundo Sava (2) – Claudio Ariel Spontón                                                          |
| 28 maja 1998   | Gimnasia y Tiro Salta – Unión Santa Fe 1:0 Luis Alberto Bonnet |
| 4 czerwca 1998 | CA Colón – Argentinos Juniors Buenos Aires 1:2 Cristián Favre – Darío Rubén Marra, Eduardo Bennett                                                                                            |

### Clausura 18
| Data         | Mecz |
| ------------ | --- |
| 30 maja 1998 | CA Colón – River Plate 1:0 Cristian Gastón Castillo |
| 31 maja 1998 | San Lorenzo de Almagro – Deportivo Español 4:1 Claudio Alejandro Rivadero, Claudio Darío Biaggio, Ariel Alfredo Montenegro, Eduardo Nicolás Tuzzio – Sebastián Carlos Galván |
| 31 maja 1998 | Estudiantes La Plata – Ferro Carril Oeste 0:0 |
| 31 maja 1998 | CA Independiente – Rosario Central 3:2 Christian Gómez, José Luis Calderón (k), Gustavo Enrique Reggi – Pablo Rotchen s, Eduardo Germán Coudet                               |
| 31 maja 1998 | Gimnasia y Esgrima Jujuy – CA Lanús 0:0 |
| 31 maja 1998 | Vélez Sarsfield Buenos Aires – CA Huracán 1:0 Martín Posse |
| 31 maja 1998 | Newell's Old Boys Rosario – Gimnasia y Esgrima La Plata 1:0 Diego Sebastián Crosa                                                                                            |
| 31 maja 1998 | CA Platense – Racing Club de Avellaneda 1:1 Claudio Ariel Spontón – Pablo Marcelo Bezombe                                                                                    |
| 31 maja 1998 | Boca Juniors – Gimnasia y Tiro Salta 4:0 Martín Palermo, Claudio Caniggia, Rodolfo Esteban Cardoso, Fernando Rodolfo Navas                                                   |
| 31 maja 1998 | Argentinos Juniors Buenos Aires – Unión Santa Fe 1:1 Darío Óscar Scotto – Líber Vespa s mecz rozegrany został na stadionie klubu Ferro Carril Oeste                          |

### Clausura 19
| Data           | Mecz |
| -------------- | --- |
| 5 czerwca 1998 | Ferro Carril Oeste – CA Independiente 1:0 Mario Óscar Marcelo (k) |
| 6 czerwca 1998 | River Plate – Argentinos Juniors Buenos Aires 1:1 Santiago Solari – Eduardo Bennett                                                                                      |
| 6 czerwca 1998 | Gimnasia y Esgrima La Plata – Vélez Sarsfield Buenos Aires 2:3 Roberto Carlos Sosa (2, 1k) – Fernando Daniel Pandolfi, Carlos Daniel Cordone, Cristián Pedro Bardaro     |
| 6 czerwca 1998 | Unión Santa Fe – Boca Juniors 1:1 Germán Pablo Castillo – Fernando Ortiz                                                                                                 |
| 7 czerwca 1998 | CA Huracán – San Lorenzo de Almagro 2:1 Antonio Daniel Barijho, Daniel Montenegro – Alberto Acosta mecz rozegrany został na stadionie klubu Vélez Sarsfield Buenos Aires |
| 7 czerwca 1998 | Rosario Central – Gimnasia y Esgrima Jujuy 2:3 Marcelo Carracedo, Germán Gabriel Gerbaudo – Fabián Óscar Fernández, Daniel Alejandro Juárez, Carlos Casartelli           |
| 7 czerwca 1998 | CA Lanús – CA Colón 5:2 Gonzalo Luis Belloso (2), Leonardo Óscar Mas, Juan Fernández Di Alessio, Juan José Serrizuela (k) – Rodolfo Gustavo Aquino (k), Gustavo Sandoval |
| 7 czerwca 1998 | Racing Club de Avellaneda – Newell's Old Boys Rosario 1:1 Cristián Bernardo Centeno – Diego Jesús Quintana                                                               |
| 7 czerwca 1998 | Gimnasia y Tiro Salta – CA Platense 2:1 Carlos Federico Castilla, Luis Alberto Bonnet – Walter Adrián Jiménez                                                            |
| 8 czerwca 1998 | Deportivo Español – Estudiantes La Plata 0:1 Pablo Javier Quatrocchi |

### Tabela końcowa Clausura 1997/1998
| Poz | Klub                            | Mecze | Zw | Rem | Por | Pkt | BrZd | BrStr |
| --- | ------------------------------- | ----- | -- | --- | --- | --- | ---- | ----- |
| 1   | Vélez Sarsfield Buenos Aires    | 19    | 14 | 4   | 1   | 46  | 39   | 14    |
| 2   | CA Lanús                        | 19    | 11 | 7   | 1   | 40  | 43   | 22    |
| 3   | Gimnasia y Esgrima La Plata     | 19    | 11 | 4   | 4   | 37  | 42   | 24    |
| 4   | Gimnasia y Esgrima Jujuy        | 19    | 9  | 5   | 5   | 32  | 23   | 20    |
| 5   | San Lorenzo de Almagro          | 19    | 9  | 3   | 7   | 30  | 36   | 27    |
| 6   | Boca Juniors                    | 19    | 8  | 5   | 6   | 29  | 38   | 30    |
| 7   | River Plate                     | 19    | 7  | 8   | 4   | 29  | 32   | 24    |
| 8   | Argentinos Juniors Buenos Aires | 19    | 7  | 7   | 5   | 28  | 26   | 17    |
| 9   | Newell's Old Boys Rosario       | 19    | 7  | 7   | 5   | 28  | 26   | 22    |
| 10  | Ferro Carril Oeste              | 19    | 6  | 7   | 6   | 25  | 32   | 34    |
| 11  | CA Independiente                | 19    | 7  | 5   | 7   | 23  | 26   | 28    |
| 12  | Estudiantes La Plata            | 19    | 6  | 5   | 8   | 23  | 16   | 24    |
| 13  | Rosario Central                 | 19    | 5  | 7   | 7   | 22  | 23   | 28    |
| 14  | CA Platense                     | 19    | 4  | 9   | 6   | 21  | 26   | 27    |
| 15  | Racing Club de Avellaneda       | 19    | 5  | 5   | 9   | 20  | 15   | 19    |
| 16  | CA Colón                        | 19    | 4  | 6   | 9   | 18  | 23   | 36    |
| 17  | Gimnasia y Tiro Salta           | 19    | 4  | 4   | 11  | 16  | 17   | 34    |
| 18  | CA Huracán                      | 19    | 3  | 6   | 10  | 15  | 18   | 34    |
| 19  | Unión Santa Fe                  | 19    | 2  | 7   | 10  | 13  | 19   | 33    |
| 20  | Deportivo Español               | 19    | 2  | 7   | 10  | 13  | 21   | 44    |

### Tablica spadkowa na koniec turnieju Clausura 1997/1998
| Poz | Klub                            | 1995/96 pkt/m | 1996/97 pkt/m | 1997/98 pkt/m | Razem pkt/mecze | Średnia |
| --- | ------------------------------- | ------------- | ------------- | ------------- | --------------- | ------- |
| 1   | Vélez Sarsfield Buenos Aires    | 81/38         | 55/38         | 78/38         | 214/114         | 1.8772  |
| 2   | River Plate                     | 50/38         | 87/38         | 74/38         | 211/114         | 1.8509  |
| 3   | CA Lanús                        | 69/38         | 61/38         | 65/38         | 195/114         | 1.7105  |
| 4   | Boca Juniors                    | 68/38         | 50/38         | 73/38         | 191/114         | 1.6754  |
| 5   | Gimnasia y Esgrima La Plata     | 60/38         | 50/38         | 69/38         | 179/114         | 1.5702  |
| 6   | CA Independiente                | 44/38         | 71/38         | 53/38         | 168/114         | 1.4737  |
| 7   | San Lorenzo de Almagro          | 48/38         | 57/38         | 62/38         | 167/114         | 1.4649  |
| 8   | Racing Club de Avellaneda       | 64/38         | 59/38         | 41/38         | 164/114         | 1.4386  |
| 9   | Rosario Central                 | 54/38         | 49/38         | 57/38         | 160/114         | 1.4035  |
| 10  | Estudiantes La Plata            | 59/38         | 44/38         | 49/38         | 152/114         | 1.3333  |
| 11  | CA Colón                        | 47/38         | 61/38         | 38/38         | 146/114         | 1.2807  |
| 12  | Newell's Old Boys Rosario       | 41/38         | 61/38         | 42/38         | 144/114         | 1.2632  |
| 13  | Gimnasia y Esgrima Jujuy        | 49/38         | 39/38         | 52/38         | 140/114         | 1.2281  |
| 14  | CA Platense                     | 44/38         | 47/38         | 49/38         | 140/114         | 1.2281  |
| 15  | Ferro Carril Oeste              | 43/38         | 46/38         | 49/38         | 138/114         | 1.2105  |
| 16  | Argentinos Juniors Buenos Aires | 32/38         | 0/0           | 57/38         | 89/76           | 1.1711  |
| 17  | CA Huracán                      | 61/38         | 38/38         | 27/38         | 126/114         | 1.1053  |
| 18  | Unión Santa Fe                  | 0/0           | 44/38         | 33/38         | 77/76           | 1.0132  |
| 19  | Deportivo Español               | 41/38         | 35/38         | 30/38         | 106/114         | 0.9298  |
| 20  | Gimnasia y Tiro Salta           | 0/0           | 0/0           | 28/38         | 28/38           | 0.7368  |

## Sumaryczna tabela sezonu 1997/1998
| Poz | Klub                            | Mecze | Zw | Rem | Por | Pkt | BrZd | BrStr |
| --- | ------------------------------- | ----- | -- | --- | --- | --- | ---- | ----- |
| 1   | Vélez Sarsfield Buenos Aires    | 38    | 22 | 12  | 4   | 78  | 81   | 37    |
| 2   | River Plate                     | 38    | 21 | 11  | 6   | 74  | 65   | 41    |
| 3   | Boca Juniors                    | 38    | 21 | 10  | 7   | 73  | 73   | 42    |
| 4   | Gimnasia y Esgrima La Plata     | 38    | 20 | 9   | 9   | 69  | 75   | 51    |
| 5   | CA Lanús                        | 38    | 18 | 11  | 9   | 65  | 72   | 52    |
| 6   | San Lorenzo de Almagro          | 38    | 18 | 8   | 12  | 62  | 78   | 59    |
| 7   | Rosario Central                 | 38    | 15 | 12  | 11  | 57  | 58   | 48    |
| 8   | Argentinos Juniors Buenos Aires | 38    | 16 | 9   | 13  | 57  | 50   | 42    |
| 9   | CA Independiente                | 38    | 16 | 8   | 14  | 53  | 55   | 59    |
| 10  | Gimnasia y Esgrima Jujuy        | 38    | 14 | 10  | 14  | 52  | 48   | 48    |
| 11  | Ferro Carril Oeste              | 38    | 12 | 13  | 13  | 49  | 65   | 66    |
| 12  | CA Platense                     | 38    | 11 | 16  | 11  | 49  | 51   | 53    |
| 13  | Estudiantes La Plata            | 38    | 13 | 10  | 15  | 49  | 41   | 48    |
| 14  | Newell's Old Boys Rosario       | 38    | 10 | 12  | 16  | 42  | 48   | 60    |
| 15  | Racing Club de Avellaneda       | 38    | 10 | 11  | 17  | 41  | 39   | 47    |
| 16  | CA Colón                        | 38    | 9  | 11  | 18  | 38  | 46   | 69    |
| 17  | Unión Santa Fe                  | 38    | 7  | 12  | 19  | 33  | 44   | 76    |
| 18  | Deportivo Español               | 38    | 6  | 12  | 20  | 30  | 47   | 87    |
| 19  | Gimnasia y Tiro Salta           | 38    | 6  | 10  | 22  | 28  | 31   | 64    |
| 20  | CA Huracán                      | 38    | 6  | 9   | 23  | 27  | 38   | 66    |

Kluby argentyńskie w pucharach:
- Copa Libertadores 1999: River Plate (mistrz turnieju Apertura), Vélez Sarsfield (mistrz turnieju Clausura)
- Copa Mercosur 1998: San Lorenzo de Almagro, Independiente, Racing, Boca Juniors, River Plate
- Copa CONMEBOL 1998: Gimnasia y Esgrima La Plata, Rosario Central, River Plate